# Patuxent
Le Patuxent (en anglais : Patuxent River) est un cours d'eau américain qui s'écoule dans le Maryland. Ce fleuve se jette dans la baie de Chesapeake.
Il y a trois principaux bassins fluviaux au centre du Maryland : le fleuve Potomac à l’ouest passant par Washington D.C., la rivière Patapsco au nord-est passant par Baltimore, et la rivière Patuxent qui se situe entre les deux avec un bassin versant d'une superficie de 2 352 km2. 